# Мошелес, Игнац
И́гнац (Исаа́к) Мо́шелес (нем. Ignaz Moscheles; 23 мая 1794 — 10 марта 1870) — богемский пианист-виртуоз, дирижёр, композитор, педагог.

## Биография
Исаак (впоследствии использовал имя Игнац) Мошелес родился в Праге в состоятельной еврейской семье. Игре на фортепиано обучался в Праге у Д. Вебера; в 1808 году отправился в Вену, где изучал композицию у Антонио Сальери, а также теорию музыки и контрапункт у работавшего с ним в паре И. Г. Альбрехтсбергера. С детских лет начал концертировать и уже в 14 лет играл собственный концерт.
В 1814 году Бетховен поручил ему сделать фортепианное переложение оперы «Фиделио».
С 1816 года выступал в других странах.
В 1821—1845 гг. жил в Лондоне и в Берлине, где занимался концертной и педагогической деятельностью. Его учеником был Анри Литольф, уже в 12 лет выступивший в качестве пианиста в Ковентгарденском театре. В 1825 году обвенчался в синагоге во Франкфурте с Шарлоттой Эмден (Charlotte Emden), дочерью еврейского банкира и кузиной поэта Генриха Гейне.
В 1837 году начал выступать как дирижёр.
В 1844 году его почтили своим визитом русский министр иностранных дел К. В. Нессельроде и посол в Англии Ф. И. Бруннов, но намечавшаяся поездка музыканта в Петербург сорвалась из-за смерти великой княгини Александры Николаевны.
В январе 1846 года переехал на постоянное жительство в Лейпциг, где до конца жизни был профессором фортепианной игры Лейпцигской консерватории. Среди его учеников были, в частности, Евгений Альбрехт, Иосиф Ашер, Вольдемар Баргиль, Фёдор Бегров, Луи Брассен, Рафаэль Йошеффи, Иван Кнорр, Николай Лысенко, Александр Михаловский, Луи Нидермейер, Луиза Фарранк, Альфред Яель, сёстры Вера и Наталья Погожевы и другие видные музыканты.

## Сочинения
- 8 концертов для фортепиано с оркестром (наиболее известны 3-й, 5-й и 7-й Патетический концерт)
- «Воспоминание об Ирландии», «Воспоминание о Дании», «Отголоски Шотландии»;
- Большой септет для фортепиано, струнного квартета, кларнета и валторны
- Большой секстет для фортепиано, флейты, 2 валторн, скрипки и виолочнели, фортепианное трио
- и другие произведения, пьесы для одного и двух фортепиано, в том числе сонаты, этюды и др.